# 日本バレエ団連盟
一般社団法人日本バレエ団連盟（にほんバレエだんれんめい、英文名 The Association of Japanese Ballet Conpanies）は、日本国内のプロバレエ団統括を目的として2014年に設立された組織（一般社団法人）である。プロバレエ団の全国組織や業界団体が存在していなかった日本バレエ界において、業界内の人々が協力してさまざまな問題点に対応するための情報の共有および議論する場を設けることを基本とし、バレエ公演が可能な新劇場の建設促進などの環境整備や文化政策への提言などを主な活動内容とする。なお、本項では前身にあたる東京バレエ協議会（とうきょうバレエきょうぎかい、英文名 Tokyo Ballet Association）についても記述する。

## 沿革

### 東京バレエ協議会
日本バレエ団連盟の前身にあたる東京バレエ協議会の源流は、1968年まで遡る。この年に文化庁が文部省（当時）の外局として発足した。それを機として、当時の日本バレエ界と文化庁を繋ぐ組織として連絡協議会が設立された。協議会のメンバーから、取り組んでいかなければならない共通の問題や悩みについて協力して解決を目指すとともに、バレエ界の発展のために討論する場を設けたいという意見が出た。1971年にスターダンサーズ・バレエ団、チャイコフスキー記念東京バレエ団、牧阿佐美バレヱ団の3団体によって東京バレエ協議会が結成された。
1976年に東京シティ・バレエ団が協議会に加入し、東京都内に本拠地のある4団体による組織となった。加入団体はそれぞれの団体の個性を生かした公演活動を行い、互いを尊重しあい競い合いながらも日本バレエ界を牽引する団体の1つとして協力関係を保ち続けた。
協議会独自の活動としては、東京都主催「都民芸術フェスティバル」や文化庁主催「次代を担う子どもの文化芸術体験事業」への協力、日本国外のバレエ指導者を招聘した「海外優秀指導者によるマスタークラス」開催などがあった。協議会のウェブサイトでは、加盟団体の公演スケジュールや期待の若手ダンサー紹介などを取り上げていた。

### 日本バレエ団連盟
1971年から43年にわたって活動を続けた東京バレエ協議会は、2014年に発展的に解散し、同年9月1日に「一般社団法人 日本バレエ団連盟」として新たにスタートすることになった。9月4日に東京都内で開かれた記者会見で、日本バレエ団連盟初代理事長となった高橋典夫（チャイコフスキー記念東京バレエ団事務局長）は「43年前に発足した東京バレエ協議会は実際あまりうまく機能していなかった」と指摘し、「バレエ界の人間が手を取り合って対応しないといけない。お互いに情報を共有し、議論する場を作ることがまず基本。その議論の場をどんどん広げていけばいいのではないかと思っています」と挨拶した。
日本バレエ団連盟発足時の役職は、以下のとおりである。
- 理事長 高橋典夫（チャイコフスキー記念東京バレエ団事務局長）
- 常務理事 安達悦子（東京シティ・バレエ団）
- 常務理事 小山久美（スターダンサーズ・バレエ団）
- 常務理事 三谷恭三（牧阿佐美バレヱ団）
- 理事 岡本佳津子（井上バレエ団）
- 理事 小林紀子（小林紀子バレエ・シアター）
- 理事 貞松正一郎（貞松・浜田バレエ団）
- 理事 法村牧緒（法村友井バレエ団）
- 監事 小山鉄也
- 監事 鈴木道夫
- 顧問 石井清子（東京シティ・バレエ団）
- 顧問 佐々木忠次（チャイコフスキー記念東京バレエ団創設者）
- 顧問 牧阿佐美（牧阿佐美バレヱ団前芸術監督・新国立劇場バレエ団元芸術監督）
- 事務局長 小林恵美子

正会員となった団体は、次の8団体（関東6団体、関西2団体）である。
- 井上バレエ団
- 小林紀子バレエ・シアター
- スターダンサーズ・バレエ団
- チャイコフスキー記念東京バレエ団
- 東京シティ・バレエ団
- 牧阿佐美バレヱ団
- 貞松・浜田バレエ団[注釈 2]
- 法村友井バレエ団[注釈 3][1][2][3]

その他に、準会員団体として新国立劇場バレエ団が加盟した。なお、加盟資格として「グローバルな水準に達する自主公演を年間2回以上行っている」などプロのバレエ団として質の高い活動を行っている団体に対しては「門戸を開いている」という。日本バレエ団連盟は、東京都新宿区西新宿6丁目12番30号の「芸能花伝舎」（旧新宿区立淀橋第三小学校）に本拠地を置いて活動を開始している。

## 活動
バレエ界においても国際交流が盛んになって、日本国外の有力バレエ団の日本公演が頻繁に行われ、全世界のバレエ界の情報が容易に入手可能となった。日本国外のバレエコンクールや世界各国のバレエ団における日本人ダンサーの活躍にもめざましいものがあったが、日本バレエ界の周辺状況の改善までには至らなかった。日本バレエ界にはプロバレエ団の全国組織や業界団体が存在しなかったため、舞台芸術の各分野においては存在感の薄さが否めなかった。
新たに発足した日本バレエ団連盟は、情報交換をしながら文化政策への提言を行い、各バレエ団の枠を超えた協力体制を整えることによって日本バレエ界の発展につなげることが活動の大きなウェイトを占めるという。2020年の夏季オリンピック・パラリンピックが東京開催となったことで、関連文化プログラムへの採用を目指す活動や新たな観客の獲得と増加のための調査なども活動内容としている。
日本バレエ界における大きな問題として、東京都内でのバレエ公演が開催可能な劇場の不足が挙げられる。東京厚生年金会館ホール（新宿区）が2010年3月31日に閉館したのに続いて、2015年9月にはゆうぽうと（品川区）が閉館することが決まり、東京文化会館（台東区）も2014年度に半年にわたる長期改修工事を行った。理事長の高橋は連盟発足時の記者会見で新バレエ劇場の建設を行政などにアピールしていきたいとして、「劇場がなかったらどうしようもない。夢物語かもしれないが声を上げていきたい」と訴えた。